# Se buscan
SE BUSCAN LOST MEDIA
SE BUSCAN fue una imagen o sticker desarrollado por el estudiante y licenciado Daniel Eduardo del Rio Barba. Es un sticker universal y puede representar varios sentimientos a la vez. 
file:///C:/Users/alumno.USN/Downloads/Se%20buscan.png